# Иргизские монастыри
Ирги́зские монастыри́ — комплекс старообрядческих монастырей, построенных во второй половине XVIII века на реке Большой Иргиз. В конце XVIII — первой половине XIX века эти места являлись крупнейшим в Российской империи центром беглопоповства. Как отмечает диакон Максим Плякин, Иргизские обители сами старообрядцы называли «новым Афоном» в противовес греческому Афону, «павшему в никонианство».

## История
Окрестности рек Большой и Малый Иргиз уже с начала XVIII века становились местами поселения старообрядцев, несмотря на постоянные угрозы нападений кочевников. В 1727 году архиепископ Казанский Сильвестр (Холмский-Волынец) докладывал Синоду, что «по реке Киргизе (Иргизу) из верховых городов и уездов живут раскольники, убегая от изыскания, с женами и детьми, многолюдно». Власти периодически предпринимали поиски таких поселенцев с помощью воинских отрядов, но, несмотря на подобные преследования, местность привлекала всё новых переселенцев. К 1760-м годам в районе проживало «более тысячи российских подданных». Возник ряд слобод.
Император Пётр III почти сразу после воцарения отправил на рассмотрение в Сенат указ о дозволении всем старообрядцам, бежавшим ранее за границу, беспрепятственно возвращаться в Россию с правом свободы вероисповедания. Г. Р. Державин предполагал, что подобный указ появился под влиянием поданного Иваном Серебряковым, крестьянином одного из центров старообрядчества деревни Малыковки, проекта о заселении слабозаселённых мест по Иргизу переселенцами-старообрядцами из Польши. Екатерина II в декабре 1762 года подтвердила прежний указ, дополнительно пообещав переселенцам освобождение от податей на 6 лет и земельные наделы. Указ стал основным источником для колонизации Саратовского края в XVIII веке — только в 1763 году только из польской слободы Ветки, бывшей долгое время старообрядческим центром, на Иргиз переселилось около 20 тысяч человек. Вместе с переселенцами из Европы на Иргиз втайне потянулись и переселенцы из внутренней России, которым порой тоже удавалось получить земельные наделы.
Уже в 1762 году был основан Авраамиев скит (впоследствии Нижне-Воскресенский монастырь), а вслед за тем появились скиты Исакиев (позднее Верхне-Успенский, затем Верхний Спасо-Преображенский монастырь) и Пахомиев (впоследствии Средне-Никольский монастырь). Первоначально все эти скиты получали свои названия по именам их основателей. Так как первые переселенцы и основатели старообрядческих скитов по Иргизу были по преимуществу выходцы из Ветки, то по примеру Ветки рядом с мужскими скитами стали основываться и женские скиты. В 5 верстах от Исакиева скита основан был монахиней Маргаритой женский скит, впоследствии именовавшийся Покровским женским монастырём, а подле Пахомиева скита возник в 1783 году Анфисин скит (впоследствии Средне-Успенский женский монастырь). Скитом старообрядцы могли назвать и довольно крупных старообрядческий монастырь.
В 1797 году Павел I отправил на Иргиз своего ближайшего вельможу — действительного тайного советника Рунича в качестве посла. Благодарные монахи написали императору письмо-заверение в «верноподданическом усердии и непоколебимой преданности … во все дни живота [нашего]». Вскоре Высочайшим Указом иргизские монахи были освобождены от рекрутской повинности. Земли, занятые монастырями, были отданы монастырям в вечное владение. Это распоряжение после смерти Павла подтвердил и Александр I. Таким образом Иргизские монастыри стали обладателями огромного земельного надела в 12534 десятины.
Благоволение со стороны трёх российских императоров подряд не могло не сказаться на благосостоянии монастырей. В духовном плане иргизские монастыри тоже процветали. Соборными постановлениями 1779—1780 годов иргизские монастыри получают фактическую монополию на право приёма беглых священников из РПЦ через миропомазание с оставлением в прежнем сане. Теперь беглопоповские старообрядческие общины со всей России для исправления церковных треб принимали только священников, помазанных («перемазанных») в иргизских монастырях. Сформировался даже особый рынок. Главы старообрядческих общин выкупали священников на Иргизе (цена «исправленного» священнослужителя колебалась от 500 до 2000 рублей) навсегда или на время, после чего торговали их профессией, перевозя из одного старообрядческого поселения в другое, и зарабатывая на этом неплохие деньги. Практически ежегодно выходили новые и новые запреты монастырям принимать беглых священников, которые благополучно игнорировались.
В 1805 году в Верхне-Спасо-Преображенском монастыре состоялся собор, который признал и утвердил право на название «православной», «соборной» церкви только за иргизскими монастырями. Иргизские монастыри стали представлять заметную конкуренцию официальной Русской Православной церкви. В тот период иргизские старообрядческие монастыри достигли значительного благосостояния: они владели 12½ тыс. десятин земли и имели несколько церквей, в которые стекались богатые приношения. В 1828 году в Преображенском моныстыре было 87 келий, в Покровском женском — 100 дворов и 200 келий, в Никольском — 61 келья, в Успенском женском — 89 дворов и 145 келий, в Нижне-Воскресенском — 61 келья, кроме многих построек для ризницы, библиотеки, общей трапезы, для настоятелей и проч. Увеличивалось и число монашествующих, которое по отдельным монастырям колебалось от 100 до 700 и в общем достигло в 1828 году 3000 человек. Герои романа П. И. Мельникова так говорят о монастырях: «Как по падении благочестия в старом Риме Царьград Вторым Римом стал, так и по падении благочестия во святой Афонской горе второй Афон на Иргизе явился… Поистине царство иноков было… Жили они беспечально и во всем изобильно…»
За годы правления Александра I государство и деятели церкви несколько раз предпринимали попытки наступления на иргизские монастыри, но все они не были особо настойчивыми и оканчивались неудачей. Периодически по монастырям проводились розыскные мероприятия, выходили новые запреты принимать беглых православных священников. Однако, монастырское руководство игнорировало подобные требования, да и местная власть учитывала огромное число старообрядцев в регионе, в том числе занимавших высокие посты, и не желала ссориться с руководством монастырей; губернаторы Беляков и Панчулидзев не раз приглашали к себе настоятелей для советов и консультаций.
С приходом Николая I Иргиз начал переживать период заката. Поводом для гонений стало появление в Иргизе двух государевых преступников, которых старообрядцы отказались выдавать. В 1826 году был запрещён колокольный звон. В конце 1827 года иргизский «патриарх» Прохор и преступники были арестованы. В 1828 году монастырям было предъявлено требование перейти в единоверие. Три мужских единоверческих монастыря были преобразованы в единоверческие: Нижне-Воскресенский (1829), Средне-Никольский (1837) и Верхне-Спасо-Преображенский (1841). Два женских старообрядческих монастыря на Иргизе были закрыты властями и затем разобраны: Средне-Успенский (1837), Верхне-Покровский (1841).
Однако с ликвидацией или переводом в единоверие монастырей не уменьшилось число старообрядцев в регионе, а напротив, увеличилось. Если в 1826 году Министерство внутренних дел насчитывало в Саратовской губернии 41 761 старообрядца, а епархиальное управление 14 602, то к 1847 году министерство насчитывало 35 338, а епископ 33 990 раскольников только беглопоповского толка. В 1854 году чиновник Артемьев насчитал уже 125 тысяч человек старообрядцев. Участь монахов вызывала сочувствие со стороны населения, «их считали мучениками за веру, имели с ними сношение и благоговели перед ними». Из числа монашествующих со всех пяти старообрядческих монастырей в единоверие перешло не более 20 человек.
Большая часть иргизских монахов переселилась в уездный город Хвалынск и его окрестности — места глухие, в значительном отдалении от губернских властей, где были основаны знаменитые впоследствии Черемшанские скиты. И хотя к середине XIX века история Иргиза как всероссийского центра старообрядчества закончилась, по свидетельству самих староверов, именно иргизские монахи, в частности секретарь Верхне-Спасо-Преображенского монастыря Аффоний Кочуев и игумен Силуан (Никифоров) на всестарообрядческом Соборе в 1831 году настояли на приискании себе архиерея из заграницы. В 1846 году таким архиереем стал митрополит Амвросий (Папагеоргопулос), благодаря которому старообрядчество белокриницкого согласия обрело всю полноту иерархии, хотя многие не признали эту иерархию из-за единоличных епископских хиротоний, совершённых митрополитом Амвросием.